# Hippolyte de Bray-Steinburg
Hippolyte de Bray-Steinburg (1842-1913) est un diplomate allemand originaire d'Hirlbach, au sud de Ratisbonne, en Bavière. Il est connu en Allemagne sous le nom d'Hippolyt Ludwig Otto von Bray. Ses ancêtres, originaires de France, dans la province de Normandie, ont émigré dans le royaume de Bavière au temps de la Révolution française. Son père et son grand-père se sont distingués dans la politique et la diplomatie.

## Biographie
Il est né le 18 août 1842  à Athènes, à l'époque où son père, le comte Otto de Bray-Steinburg exerçait la fonction d'ambassadeur de Bavière en Grèce. De retour en Allemagne, il fait des études supérieures à l'université de Bonn. Il rejoint le Corps Borussia Bonn. Puis, en suivant la tradition de sa famille, il entre dans le corps diplomatique. Il est nommé ambassadeur à Belgrade en  1891, puis à Lisbonne en 1894, à Stockholm en 1897 et enfin à Bucarest en 1899. Il meurt le 7 mars 1913 à Munich.